# Кампен (Нидерланды)
Кампен (нидерл. Kampen) — город и община в Нидерландах в провинции Оверэйссел.

## История

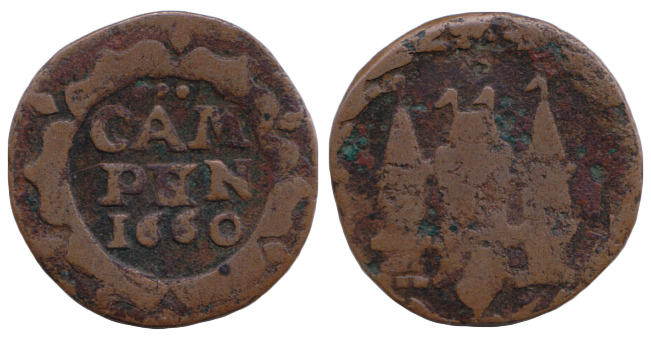
Монета 1 дуит, отчеканенная в городе Кампене в 1660 году, медь. На реверсе герб города — городские ворота с тремя башнями.

Город получил права в 1236 году и вступил в Ганзу в 1440 году. 11 августа 1572 года был освобождён от испанцев, но 15 ноября, после резни в Зютфене, добровольно сдался испанцам. Город вновь сменил хозяина в 1578 году, после осады, проведённой Георгом ван Лалаингом. Голландская война привела к упадку города.
В 1397 году Кампен, как имперский город, получил право чеканить собственные монеты. В 1534 году Кемпен заключил монетный союз с двумя другими крупными городами провинции Девентером и Зволле, получивший название «Три города». Союз регламентировал какие монеты какой из городов имеет право выпускать. В Кампене более ста лет чеканились золотые дукаты, серебряные флорины, дальдеры и медные дуиты, но в 1694 году монетный двор города был закрыт в обмен на ежегодную компенсацию в 2000 гульденов.

## Знаменитые жители и уроженцы
- Хендрик Аверкамп — нидерландский художник XVII века
- Яп Стам — нидерландский футболист
- Альберто Кампензе — нидерландский писатель.

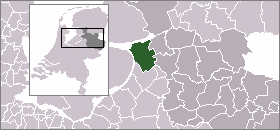
Расположение общины Кампен на карте Нидерландов